# Морская полиция: Новый Орлеан (2-й сезон)
Второй сезон американского телесериала «Морская полиция: Новый Орлеан» премьера которого состоялась на канале CBS 22 сентября 2015. а заключительная серия сезона вышла 17 мая 2016 года. Общее количество эпизодов в сезоне 24.

## В ролях

### Основной состав
- Скотт Бакула - Дуэйн Кассий «Король» Прайд, старший спецагент, руководитель подразделения
- Лукас Блэк - Кристофер «Крис» ЛаСалль, старший спецагент
- Зоуи Маклелан - Мередит «Мерри» Броуди, спецагент
- Роб Керкович - Себастьян Лунд, судмедэксперт
- Си Си Эйч Паундер - доктор Лоретта Уэйд, медэксперт-патологоанатом
- Шалита Грант - Соня Перси, специальный агент морской полиции и бывший полевой агент АТФ
- Дэрил Митчелл - Паттон Плам, специалист по компьютерам

### Второстепенный состав
- Шэнли Касвелл - Лорел Прайд, Дочь Дуэйна
- Стивен Уэбер - Дуглас Гамильтон, член городского совета Нового Орлеана в округе С.

## Эпизоды
| № общий | № в сезоне | Название                                                              | Режиссёр          | Автор сценария                    | Дата премьеры    | Произв. код | Зрители в США (млн) |
| --- | ---------- | --------------------------------------------------------------------- | ----------------- | --------------------------------- | ---------------- | ----------- | ------------------- |
| 24 | 1          | «Sic Semper Tyranis» «Так всегда тиранам»                             | Джеймс Уитмор мл. | Джеффри Либер                     | 22 сентября 2015 | 201         | 12.62               |
| Военный конвой подвергается нападению, чтобы украсть ракету, которая является частью военно-морских учений. Прайд и команда, полагая, что это совершено группой антиамериканских боевиков, строят планы опасной секретной операции с потенциально смертельными последствиями. |            |                                                                       |                   |                                   |                  |             |                     |
| 25 | 2          | «Shadow Unit» «Отряд "Тень"»                                          | Джеймс Хейман     | Кристофер Силбер                  | 29 сентября 2015 | 202         | 12.86               |
| 26 | 3          | «Touched By the Sun» «Тронутый солнцем»                               | Эдвард Орнелас    | Лори Арент                        | 6 октября 2015   | 203         | 14.18               |
| 27 | 4          | «I Do» «Я делаю»                                                      | Тони Уормби       | Сэм Хамфри                        | 13 октября 2015  | 204         | 12.47               |
| 28 | 5          | «Foreign Affairs» «Международные дела»                                | Лаура Белси       | Санфорд Голден & Карен Уайскарвер | 20 октября 2015  | 205         | 12.99               |
| 29 | 6          | «Insane in the Membrane» «Безумие в мембране»                         | Лесли Либман      | Дэвид Аппелбаум                   | 27 октября 2015  | 206         | 13.06               |
| 30 | 7          | «Broken Hearted» «С разбитым сердцем»                                 | Элоди Кин         | Грета Хайнеманн & Зак Штраусс     | 3 ноября 2015    | 207         | 14.15               |
| 31 | 8          | «Confluence» «Слияние»                                                | Эдвард Орнелас    | Кэтерин Битти & Джеффри Либер     | 10 ноября 2015   | 208         | 12.39               |
| 32 | 9          | «Darkest Hour» «Темный час»                                           | Майкл Цинберг     | Лори Арент                        | 17 ноября 2015   | 209         | 13.01               |
| 33 | 10         | «Billy and the Kid» «Билли и малыш»                                   | Мэри Лу Белли     | Сэм Хамфри                        | 24 ноября 2015   | 210         | 11.85               |
| 34 | 11         | «Blue Christmas» «Голубое рождество»                                  | Тони Уормби       | Зак Штраусс                       | 15 декабря 2015  | 211         | 12.09               |
| 35 | 12         | «Sister City: Part Two» «Город-Побратим: Часть Вторая»                | Джеймс Хейман     | Кристофер Силбер                  | 5 января 2016    | 212         | 17.25               |
| 36 | 13         | «Undocumented» «Недокументированный»                                  | Фред Туа          | Дэвид Аппелбаум                   | 19 января 2016   | 213         | 13.30               |
| 37 | 14         | «Father's Day» «День отца»                                            | Деннис Смит       | Сэм Хамфри                        | 9 февраля 2016   | 214         | 12.57               |
| 38 | 15         | «No Man's Land» «Ничейная земля»                                      | Джеймс Уитмор мл. | Катрин Хамприс                    | 16 февраля 2016  | 215         | 13.41               |
| 39 | 16         | «Second Chances» «Второй шанс»                                        | Тесса Блейк       | Зак Штраусс                       | 23 февраля 2016  | 216         | 12.60               |
| 40 | 17         | «Radio Silence» «Радиомолчание»                                       | Майкл Цинберг     | Грета Хайнеман & Лори Арент       | 1 марта 2016     | 217         | 11.72               |
| 41 | 18         | «If It Bleeds, It Leads» «Если новость истекает кровью, она лидирует» | Бетани Руни       | Дэвид Аппелбаум                   | 15 марта 2016    | 218         | 11.97               |
| 42 | 19         | «Means to an End» «Средства для достижения цели»                      | Олрик Райли       | Кристофер Силбер                  | 22 марта 2016    | 219         | 13.38               |
| 43 | 20         | «Second Line» «Вторая линия»                                          | Тони Уормби       | Нэнсили Майатт                    | 5 апреля 2016    | 220         | 12.28               |
| 44 | 21         | «Collateral Damage» «Сопутствующий ущерб»                             | Джеймс Уитмор мл. | Катрин Хамприс                    | 19 апреля 2016   | 221         | 12.22               |
| 45 | 22         | «Help Wanted» «Нужна помощь»                                          | Терренс О’Хара    | Сэм Хамфри                        | 3 мая 2016       | 222         | 12.56               |
| 46 | 23         | «The Third Man» «Третий человек»                                      | Бетани Руни       | Дэвид Аппелбаум & Зак Штраусс     | 10 мая 2016      | 223         | 13.24               |
| 47 | 24         | «Sleeping with the Enemy» «Спать с врагом»                            | Джеймс Хейман     | Кристофер Силбер                  | 17 мая 2016      | 224         | 13.30               |

## Производство

### Разработка
12 января 2015 года телеканал CBS продлил телесериал на второй сезон.